# Alterra
Alterra est un institut de recherche néerlandais multidisciplinaire, spécialisé dans l'environnement artificialisé et anthropisé (environnement rural, écologie urbaine, espaces verts, trames vertes).

## Domaines d'étude
Ses domaines d'études sont la flore, la faune et la fonge dans ces milieux, mais aussi le sol, l'eau, le climat, l'information géographique, via télédétection le cas échéant. Plus largement, Alterra s'intéresse aux relations entre l'Homme (la société), la biodiversité, le paysage et l'aménagement du territoire. Ce centre dépend de l'Université de Wageningen qui l'héberge.

## Partenariats
Ce centre a noué des contacts avec des parcs urbains et périurbains d'autres pays, dont français dans le cadre de l'ODBU (Observatoire Départemental de la Biodiversité Urbaine).